# Ladislav Putyera
Ladislav Putyera, riportato anche come Ladislav Putera (Šaľa, 30 settembre 1926 – Nitra, 12 dicembre 2004), è stato un allenatore di calcio e calciatore cecoslovacco, di ruolo centrocampista.
Vanta 184 presenze e 60 gol nella prima divisione cecoslovacca.

## Carriera

### Nazionale
Tra il 1949 e il 1950 gioca tre incontri con la Cecoslovacchia B.
Il 30 aprile 1950 debutta contro l'Ungheria (5-0) nella sua unica partita per la Nazionale cecoslovacca.